# 埃弗頓 (印第安納州)
埃弗頓（英語：Everton）是位於美國印地安納州費耶特縣的一個非建制地區。該地的面積和人口皆未知。